# Morning Dance (singolo)
Morning Dance è un singolo del gruppo musicale statunitense Spyro Gyra, pubblicato nel 1979 come estratto dall'album omonimo.

## Successo commerciale
Il singolo ottenne successo negli Stati Uniti e in Europa.